# Пиренейски здравец
Пиренейският здравец (Geranium pyrenaicum) е диворастящ вид от рода Здравец от семейство Здравецови. Расте от 300 до 2000 m надморска височина. Израства около 30 – 60 cm. Цъфти от май до октомври в бледовиолетово или наситеновиолетово.
Надземната му част се използва при болки в коремната област.